# Lymeon dieloceri
Lymeon dieloceri là một loài tò vò trong họ Ichneumonidae.